# Суботица (Бања Лука)
Суботица је насељено мјесто на подручју града Бање Луке, Република Српска, БиХ. Ово насељено мјесто припада мјесној заједници Голеши.

## Образовање и школство
Школа „Суботица“ у Суботици саграђена је и са радом почела 1961. године, а њено школско подручје обухватало је засеоке Суботица, Милојевићи, Вујиновићи и Вукелићи. У првој години рада наставу је похађало 124 ученика. Школски објекат је имао двије учионице чије су површине биле 56 m² и 40 m² , a укупна његова површина била је 218 m². Већ 1962. године школа је припојена школи у Горњем Первану са којом је школске 1965/1966. припојена и до 1976. године остала подручно одјељење ОШ „Младен Стојановић“ у Бронзаном Мајдану. Од те године када школа у Первану постаје самостална под називом ОШ „Милорад Умјеновић“ постаје подручно одјељење те школе и у њеном саставу остаје до 1989. године, односно до припајања школи у Јошиковој Води. Са радом је престала у току рата у БиХ.

## Становништво
|             | 2013.       | 1991.        | 1981.        | 1971.        |
| Укупно      | 63 (100,0%) | 163 (100,0%) | 215 (100,0%) | 248 (100,0%) |
| Срби        | 62 (98,41%) | 163 (100,0%) | 215 (100,0%) | 245 (98,79%) |
| Југословени | 1 (1,587%)  | –            | –            | –            |
| Хрвати      | –           | –            | –            | 2 (0,806%)   |
| Бошњаци     | –           | –            | –            | 1 (0,403%)1  |

1. 1 На пописима од 1971. до 1991. Бошњаци су пописивани углавном као Муслимани.